# Maarten Kooij
Maarten Willem Kooij (Haarlem, 19 mei 1927 – Zeist, 26 december 2013) was een Nederlands organist, (koor-)dirigent, componist en muziekpedagoog.
Hij was zoon van kantoorbediende Peter Kooij en Jannetje Kooijmans, wonende aan Prinsen Bolwerk. Hijzelf was getrouwd met een zangeres. Zoon Peter Kooij werd bariton. Dochter Christine Kooij, zelf sopraan, huwde de organist van de Domkerk Jan Jansen. Drie kinderen uit dat huwelijk raakten eveneens in de muziek: violist Janine Jansen, cellist Maarten Jansen en organist David Jansen.
Maarten Kooij speelde mee in het schoolorkest van het Christelijk Lyceum, Harry Mulisch was klasgenoot. Hij kreeg zijn muziekopleiding aan de Muziekschool der Toonkunst (en) van Jacob Bijster (orgel) en Martin J. Lursen (compositieleer). Hij richtte in zijn geboortestad het Haarlems Kamerkoor op en was organist van het Gereformeerd Burgerweeshuis Haarlem. In 1950 nam hij de positie aan van organist van de Oude Kerk in Soest; een jaar later aangevuld met de positie van cantor. In 1971 werd hij gevraagd cantor te worden van de Dom van Utrecht. Hij zou er leiding geven aan de Zatermiddagmuziekconcerten. In aanvulling op die functie gaf hij van 1973 tot 1987 lessen in algemene vakken en kerkmuziek aan het Utrechts Conservatorium.
Voorts was hij lid en enige tijd voorzitter van de Landelijke Commissie voor de Kerkmuziek van de Raad voor de Eredienst in de Nederlandse Hervormde Kerk (1963-1985) en Nederlands Instituut voor Kerkmuziek te Utrecht. Van daaruit werkte hij mee aan het Dienstboek en het Liedboek voor de kerken.
Als dirigent gaf hij leiding aan menig Nederlkandse première van koorwerken zoals de oorspronkelijke versie van Passionen van Heinrich Schütz. Andere werken die onder zijn leiding werden uitgevoerd waren de motetten van Johannes Brahms en het Te Deum van Felix Mendelssohn-Bartholdy.
Als componist schreef hij veel kerkmuziek waaronder Passiemuziek naar het Evangelie van Lucas voor a capella-koor en een Te Deum, maar ook instrumentale werken. Een van zijn laatste werken was de liederenreeks Der Fiedler vom Getto (1998-2005), toonzetting van Pools-Joodse gedichten vanuit de Holocaust; het werk werd geschreven voor sopraan, alt, dwarsfluit en strijkorkest.
In 2017 werd door Mieke Breij (zelf betrokken bij de Domkerk en Utrechts Archief) een biografie uitgegeven onder de titel Alles voor de muziek – Leven en werk van Maarten Kooij (1927-2013).
In 1992 werd hij tot ridder in de Orde van Oranje Nassau benoemd. Een jaar eerder was hij uit zijn functie als cantor geschorst na een conflict over de besteding van donaties van de zaterdagconcerten; een zaak die zich tot in 1994 voortsleepte tot aan de Utrechts rechtbank. De schorsing werd onrechtmatig verklaard, nadat al eerder in 1992 hij in het gelijk was gesteld door de kantonrechter. Hij was in datzelfde jaar al op eigen verzoek met pensioen gegaan. Zijn archief bevindt zich in Het Utrechts Archief.